# Umberto Betti
Umberto Betti O.F.M. (n. Pieve Santo Stefano, 7 de marzo de 1922 † Fiesole, 1 de abril de 2009) fue un cardenal, teólogo y escritor italiano.
Trabajó durante unos años en el gobierno de la Ciudad del Vaticano, entre 1991 y 1995 fue Rector de la Pontificia Universidad Lateranense y en 2007 fue elevado a la dignidad de cardenal con el título de Santi Vito, Modesto y Crescenzia.

## Biografía
Nacido en la localidad italiana de Pieve Santo Stefano en el año 1922.
Durante su juventud, el día 31 de diciembre del año 1943 entró en la Orden de Frailes Menores (OFM) , donde realizó sus estudios eclesiásticos y el 6 de abril de 1946 recibió la ordenación sacerdotal.
Posteriormente se convirtió en doctor en Teología por la Pontificia Universidad Antonianum vaticana y en cuanto finalizó sus estudios fue profesor de teología dogmática y educador en estudios teológicos en la de Siena y Fiesole.
En el año 1961, entró a trabajar en el Gobierno de la Ciudad del Vaticano, siendo asesor de la Comisión teológica preparatoria del Concilio Vaticano II y en 1963 entró en el Consejo de expertos. También fue unos de los contribuyentes de las constituciones dogmáticas Lumen gentium y Dei Verbum.
En 1964, fue calificador de la Sagrada Congregación Suprema del Santo Oficio, en 1968 fue consultor de la Congregación para la Doctrina de la Fe, en 1984 de la Secretaría de Estado de la Santa Sede y en 1988 de la Congregación para los Obispos. Posteriormente, durante cuatro años entre 1991 y 1995 fue nombrado Rector de la Pontificia Universidad Lateranense.
Tras el consistorio celebrado el día 24 de noviembre del año 2007, el papa Benedicto XVI lo elevó al rango de cardenal diácono otorgándole el título cardenalicio de Santi Vito, Modesto y Crescenzia.
Al estar enfermo en el año 2009, Umberto Betti falleció en el Convento de San Francisco de la ciudad italiana de Fiesole, en la noche del día 1 de abril de ese mismo, a la edad de 87 años.
Su funeral fue oficiado por el cardenal Mons. Giovanni Battista Re y enterrado en el cementerio del Santuario de La Verna, debido a voluntad propia.

## Publicaciones
- Summa de sacramentis Totus homo, (1955)
- La Constitución Dogmática "Pastor Aeternus" del Concilio Vaticano II, (1961)
- Los pronunciamientos de la doctrina del Concilio Vaticano II, (1984)
- La doctrina del Concilio Vaticano II sobre la transmisión de la revelación, (¿?)

## Condecoraciones
- Cruz Pro Ecclesia et Pontífice, por el papa Juan Pablo II en 1995.